# Echizen (provincia)

Mappa delle province giapponesi con la provincia di Echizen evidenziata

Echizen (giapponese:  越前国; -no kuni) fu una provincia del Giappone che oggigiorno fa parte della prefettura di Fukui.
Echizen è famosa per il Washi (carta prodotta in modo tradizionale). Un testo risalente al 774 menziona che il washi veniva prodotto in questa zona. Il washi prodotto in Echizen è ancora il tipo di carta tradizionale più venduta in Giappone. Echizen è anche conosciuta per le sue ceramiche. È una dei cosiddetti vecchi siti di forni kiln del Giappone (gli altri sono Shigaraki, Bizen, Seto, Tamba e Tokoname) e come tale è tenuta in gran considerazione degli estimatori di ceramiche giapponesi e internazionali.
Si ritiene che l'antica capitale si trovasse vicino a Takefu, ma nel Periodo Sengoku la provincia venne divisa in diversi feudi e nel   Periodo Edo il daimyō mantenne la sua sede nella città di Fukui.